# Adrabaecampi
Adrabaecampi es la transliteración académica en latín del Adrabaikampoi de Ptolomeo, una tribu, según él, de la gran Alemania. Habitaron la ribera norte del Danubio al sur del bosque de Gabreta tras los Marcomanos y los Sudini. Eso es todo lo que la historia nos cuenta.